# Bezdna
Bezdna (Бездна) è un film del 1916 diretto da Vladislav Lenčevskij.